# William Collins (poet)
William Collins (n. 25 decembrie 1721 - d. 12 iunie 1759) a fost un poet englez.
A compus versuri în manieră pastorală.

## Opera
- 1742: Egloge persane ("Persian Eclogues");
- 1746: Odă serii ("Ode to the Evening");
- 1746: Cum se odihnesc eroii ("How Sleep the Brave");
- 1749: Odă la moartea lui Thomson ("Ode on the Death of Thomson");
- 1750: Odă despre superstițiile populare ale tărâmurilor scoțiene ("Ode on the Popular Superstitions of the Highlands of Scotland").